# Friedrich Eduard Schulz
Friedrich Eduard Schulz (* 12. Juli 1799 in Darmstadt; † Ende 1829 nahe Başkale) war ein deutscher Philosoph und Orientalist.

## Leben
Schulz studierte an den Universitäten Gießen und Göttingen. Während seines Studiums wurde er als Mitglied des Gießener Germanenbundes (1815) Gießener Schwarzer, war Mitglied der Ehrenspiegelburschenschaft sowie der Göttinger Burschenschaft. In Gießen wurde er promoviert und habilitiert und 1822 zum außerordentlichen Professor für Philosophie ernannt. 1823 ging er zur Vertiefung seiner Studien der orientalischen Sprachen nach Paris. Dort gehörte er zu den Mitarbeitern des Journal Asiatique, in dem er unter anderem 1824 Wilhelm von Humboldts Vorlesung zur Buchstabenschrift rezensierte.
1826 bereiste er Persien und die Türkei. Er entzifferte die Steinstelen im damaligen Van und entdeckte die bronzezeitliche Stadt Behura. Seine Forschungen stellten den Beginn der Erforschung Urartus dar.
Während der Jahre 1828/29 durchzog der Forscher Kurdistan und Armenien und entdeckte dabei die „Kel-i-Schin-Stele“ der urartäischen Könige Menua und Išpuini. Vom Kel-i-Schin führte sein Weg zu dem Kurdendorf Başkale, wo ihn der dortige Fürst Nur Ullah Bey ermorden ließ. Zum Verhängnis wurde Schulz, dass er bei den Gesprächen mit Dorfbewohnern Notizen fertigte und so dem Verdacht Nahrung gab, er sei ein Spion der Türken.

## Schriften (Auswahl)
- Selbständigkeit und Abhängigkeit oder Philosophie und Theologie in ihrem gegenseitigen Verhältnisse betrachtet. Ein historisch-kritischer Versuch. G. F. Heyer, Gießen 1822.
- Aperçu d’un Mémoire sur la traduction persane du Mahabharata, faite par ordre de l’empereur Djelal-eddin Mohammed Akbar. In:  Journal asiatique 2. sér. 7, 1825, S. 110–117, 129–138.
- Sur le grand ouvrage historique et critique d’Ibn-Khaldoun, appelé: Kitab-ol-iber we diwan-ol Moubteda wel Khaber. In: Journal asiatique 2. sér. 7, 1825, S. 179–300 (Digitalisat).
- Note sur le grand ouvrage historique d’Ibn-Khaldoun, conservé dans la bibliothèque d’Ibrahim pacha, à Constantinople. In: Nouveau Journal Asiatique 1, September 1828. S. 138–142.
- Mémoire sur le lac de Van et ses environs In: Journal asiatique 3. sér. 9, 1840, S. 257–323 (Digitalisat).